# Contenu de marque
 (juin 2013).
- Si vous ne connaissez pas le sujet, laissez ce bandeau (vous pouvez alors contacter les auteurs).
- Si vous supprimez le contenu mis en cause (vous pouvez préalablement contacter les auteurs),

argumentez précisément cette suppression dans la page de discussion
(un manque de référence n'est pas un argument ; une recherche réelle de référence doit avoir été effectuée, être formellement documentée).
Le contenu de marque (brand(ed) content) ou programme de marque (funded programming) est un genre créatif à part entière, différent de la publicité. Ce type de marketing de contenu associe une logique de communication de marque (dans le cadre d’un lancement de produit, d’une campagne de recrutement...) à la présentation d’une offre média traditionnelle (fiction, reportage, jeu...).
Contrairement à la publicité, le contenu de marque est caractérisé par son autonomie éditoriale (storytelling) et par l’absence d’argumentaire ou de slogan commercial formulé au sein du programme ou en association systématique avec sa visualisation.
L’apparition des nouvelles technologies et diverses autres mutations donnent aux marques les moyens techniques de produire des contenus (des films, des émissions, des reportages) et de devenir des marques média, en les diffusant auprès d’un large public, afin de se faire connaître, parfois sans passer par le truchement des médias classiques. Certaines marques média peuvent aller jusqu'à devenir des supports susceptibles d'intéresser des annonceurs. Leurs contenus peuvent ainsi accueillir des publicités émanant d'autres marques (une publicité pour une voiture peut par exemple figurer sur la deuxième de couverture d'un magazine d'ameublement).
Ces nouvelles fonctions de la marque impliquent des responsabilités nouvelles : la marque se dote d’une fonction plus large que celle d’agent d’énonciation sur le marché ; son statut déborde la dimension marchande fondée par l’association traditionnelle marque-produit. Elle est toujours désignée comme une « marque », mais son statut s’augmente : elle devient agent culturel[réf. nécessaire].

## Historique
L’apparition du contenu de marque se situe au début du XXe siècle. L'un des premiers contenus éditoriaux de marques est créé en 1900 par les frères André et Edouard Michelin. Il s'agit d'un guide publicitaire offert avec l'achat d'un pneumatique, le Guide Michelin, et pensé afin que les consommateurs usent leurs pneumatiques Michelin en parcourant les villes de France qu'il recommande[réf. nécessaire].
L’association des marques et des programmes existe quant à elle depuis les débuts du Soap opera à la télévision[réf. nécessaire]. Toutefois Internet permet véritablement l’essor des contenus de marques sur ce média, en raison de la concurrence que s’y livrent les marques pour avoir de la visibilité et de la liberté laissée à la créativité. Les contenus de marques se développent aux États-Unis depuis 2001 et en France depuis 2004[réf. nécessaire], notamment avec l’essor des sites thématiques ou événementiels et des web tv.
Depuis la fin des années 2010, de nombreuses agences spécialisées dans le contenu de marque se sont créées pour répondre à la demande croissante des annonceurs. Ces agences s'adaptent aux nouvelles problématiques du paysage médiatique, en proposant des redéfinitions du concept de média et de contenu de marque.
| Ludiques et divertissants                                                                                                 | Informatifs et de découverte | Utiles et pratiques                              |
| --- | --- | ------------------------------------------------ |
| - Contenus vidéos (films et séries) - Communauté virale - Jeux - Musique (clip, morceau...) - Sport (événement, cours...) | - Genèse et histoire d'un produit - Saga d'entreprise - Encyclopédie des produits - Savoir général sur un domaine - Documentaire - Communication interne | - Mode d'emploi du produit - Widgets - Logiciels |

## Définition
Une définition à retenir résumant bien la diversité et la richesse du contenu de marque ou comme souvent appelé brand content : 
"Tout contenu ou message (texte, visuel, vidéo, audio...) qui exprime la marque (ses produits, ses valeurs, ses objectifs, son ADN...) sur l'un de ses points de contact (site, blog, email, social, événement, colis...) et à l'intention d'une de ses cibles (BtoC, BtoB, RH, corporate...)."

## La marque média
Il n’existe pas de modèle type pour qu'une marque puisse bénéficier du statut de marque média, créatrice de contenus. En revanche, il existe un certain nombre d'éléments caractéristiques. En tant qu'agent culturel, la marque ne doit pas être au centre de la communication, elle doit avoir une présence implicite au sein du contenu. La marque doit adopter une stratégie éditoriale ainsi qu'une ligne éditoriale correspondant aux valeurs qu'elle véhicule. Les consommateurs ne doivent plus être considérés comme tels, mais comme un public (incluant également des personnes ne relevant pas des clients de la marque). Le contenu créé doit être qualitatif, à la hauteur de ceux proposés par les médias classiques. Ce contenu doit disposer d'une bonne visibilité, avec des moyens mis à disposition pour le faire émerger (stratégie de diffusion et médiaplanning). Le spectateur doit tirer un bénéfice du contenu (divertissant, informatif, participatif, pratique...). Le contenu doit pouvoir se partager, le spectateur doit pouvoir se l'approprier. La marque doit avoir recours à ses atouts pour donner du relief à ses contenus, comme des artistes, un savoir-faire... Et, pour finir, elle doit mesurer l'efficacité de son opération à l'aide de mesures d'audience par divers moyens (taux de clics, de partage, commentaires, temps de visionnage...).
Lorsqu'une marque devient une marque-média influente, ses contenus peuvent aller jusqu'à accueillir des contenus publicitaires émanant d'autres marques. Un consumer magazine d'une marque d'habillement peut par exemple accueillir une publicité d'un annonceur automobile.